# Али Хасан аль-Маджид
Али Хасан Абд аль-Маджид ат-Тикрити (араб. علي حسن المجيد‎, также известен как Химический Али; 30 ноября 1941 — 25 января 2010) — иракский государственный и военный деятель, министр обороны Ирака в годы правления Саддама Хусейна, его двоюродный брат. Был директором разведывательной службы Ирака. Приговорён к смертной казни через повешение за причастность к программе Анфаль (уничтожение курдского населения химическим оружием), приговор приведён в исполнение 25 января 2010 года.

## Биография
По официальной версии Али аль-Маджид родился в 1941 г. в Тикрите, но точная дата его рождения не установлена. Как и его двоюродный брат он принадлежал к племени Абу Насир и рос в бедной семье. Он работал на мотоцикле курьером и водителем в иракской армии до тех пор, пока партия Баас не захватила власть в 1968 году.
Опираясь на поддержку двоюродного брата, Али аль-Маджиди поднимался быстро по карьерной лестнице. После вступления в партию Баас он сначала стал помощником министра обороны Ирака Хаммади Шихаба, затем главой правительства в бюро безопасности. В 1979 году Саддам Хусейн вступил на пост президента страны и Али Хасан стал одним из его ближайших военных советников.

### Анфаль
29 марта 1987 года двоюродный брат Саддама Хусейна, бывший сержант иракской полиции, Али Хассан аль-Маджид был назначен генеральным секретарём Северного бюро партии Баас с центром в Киркуке, и в его руках была власть над элитными первым и пятым корпусами иракской армии, дислоцированные соответственно в Киркуке и Эрбиле, а также Главным управлением безопасности и Главным управлением военной разведки. Фактически аль-Маджид стал наместником Саддама Хусейна на севере страны. В докладе «Human Rights Watch» «Геноцид в Ираке» приводятся два документа, определяющие особые полномочия «Химического Али». Декрет номер 160, подписанный 29 марта 1987 года, предписывающий всем государственным структурам — и военным, и гражданским — повиноваться распоряжениям аль-Маджида. И указ Саддама Хусейна от 20 апреля 1987 года, дающий «Химическому Али» задание сформировать бюджет Комитета по делам Севера. Революционный совет командования во главе с Саддамом Хусейном дал ему власть и полное руководство операциями на два года — с марта 1987-го по апрель 1989 года. За это время Али Хасан аль-Маджид провёл кампанию «Анфаль» и ряд других военных операций против курдского сопротивления, используя все вооружённые силы и все части специального назначения, которые были дислоцированы на севере страны.
В одном из первых своих решений Али аль-Маджид приказал военным командирам «подряд, в любое время дня и ночи, проводить обстрел „запрещённых зон“», созданных иракскими властями для обезлюдения курдских территорий в приграничных и других стратегически важных районах, из которых все курды должны были быть изгнаны, используя артиллерию и авиацию для уничтожения людей. (Приказ SF/4008 от 20 июня 1988) В этом же приказе говорилось о необходимости уничтожения всех мужчин Курдистана от 14 до 50 лет.
Аль-Маджид принял активное участие в разработке и осуществлении операции «Анфаль» по вытеснению курдов из северного Ирака. «Анфаль» осуществлялась в восемь этапов с февраля по сентябрь 1988 года и включала в себя массовое уничтожение десятков людей, полное разрушение свыше 3 тысяч деревень, десятков городов и многочисленных гражданских объектов, включая мечети, грабежи и лишение собственности курдов, массовые аресты и пытки, насильственное перемещение курдов в создаваемые на юге Ирака «жилые комплексы», а также разрушение экономики. В ходе осуществления этой программы войска применяли химическое оружие. 16 марта 1988 года Али Хасан аль-Маджид отдал приказ о применении химического оружия против жителей города Халабджа, в результате которой погибло не менее 5 000 человек. В итоге многие государства признают эти события геноцидом курдов. За применение химического оружия аль-Маджид получил прозвище «Химический Али». К 1989 году положение курдов в Ираке ухудшилось — если ранее удары наносились только по деревням, то теперь им подверглись и достаточно крупные города.

### Война в Персидском заливе
Али Хасан аль-Маджид руководил оккупацией соседнего Кувейта в 1990—1991 годах. С августа по ноябрь 1990 года являлся губернатором эмирата. Он переименовал захваченную территорию в новую провинцию Ирака — Саддамия. В сентябре аль-Маджид принял указ, по которому все здания с эмблемой или картинами кувейтского эмира должны быть сожжены, а владельцы арестованы. Кувейтцам запретили носить и отращивать бороды. После изгнания иракских войск из Кувейта в Ираке произошла волна восстаний шиитов и курдов, жестоко подавленных под руководством аль-Маджида.

### Послевоенное время
В ноябре 1990 г. Химический Али был назначен на пост министра внутренних дел. После поражения Ирака в войне в Персидском Заливе ему было поручено подавить восстания на шиитском юге Ирака, а также в Иракском Курдистане. Против шиитских мятежников правительство бросило танки и вертолёты. Химический Али руководил подавлением шиитского восстания, сравнивая деревни с землёй при помощи танков и даже разрушая захоронения шиитских святых. По свидетельствам очевидцев Али аль-Маджид лично расстреливал шиитов и участвовал в их пытках и казнях. После подавления шиитского восстания, группы иракской оппозиции в подтверждение этих слов продемонстрировали видеокадры, сделанные в южном Ираке. На видеозаписи, транслировавшейся по нескольким арабским телеканалам, Аль-Маджид лично добивал пленных выстрелом в голову и пинал в лицо людей, сидящих на земле
Подавив восстание на юге, Али Хасан аль-Маджид и Республиканская гвардия начали наступление против курдских повстанцев на севере страны. 2 миллиона курдов, опасаясь нового насилия со стороны Химического Али, бежали в горы в направлении Ирана и Турции. Оба восстания были подавлены с крайней жестокостью, в результате чего погибли тысячи людей. По свидетельствам беженцев и оставшихся в живых, Химический Али с такой же жестокостью участвовал и в кампании против «болотных арабов». В 1991—1995 годах — министр обороны, член Совета революционного командования, возглавлял местный райком партии.. Химический Али потерял пост министра обороны, после того как Саддам узнал, что тот занимался незаконной контрабандой зерна в Иран. В декабре 1998 года, однако, он был назначен командиром южных районов Ирака[что?][уточнить].

### Семейный скандал
В 1995 году два зятя Хусейна, родные племянники Али Хасана аль-Маджида Саддам Камель и Хусейн Камель, вместе с семьями бежали в Иорданию. Это было оскорблением как для самого Хусейна, так и для Химического Али. Саддам Хусейн сразу же попытался вернуть домой своих дочерей. Вскоре старший сын президента Удей вместе с Али Хасаном аль-Маджидом прилетели в Амман для переговоров, которые ни к чему не привели. Беглецы вернулись только тогда, когда Саддам пообещал им безопасность, в следующем году. По возвращении на родину они были сразу же убиты. Кроме них погибли их отец и ряд других близких родственников. По одной из версий с ними расправились разъярённые родственники, по другой версии после пыток Саддам Хусейн лично отдал приказ об их уничтожении. Известно, что Али Хасан аль-Маджид принял активное участие в убийстве своих племянников и своего брата. По мнению специалистов, аль-Маджид играл значительную роль в распределении ролей в клане Саддама, а также в соперничестве за власть между двумя сыновьями иракского лидера — Удея и Кусея.

## Иракская война
Накануне войны Саддам назначил двоюродного брата командовать Южным округом. Во время последней войны «Химический Али» некоторое время руководил обороной города Басры. Руководил достаточно успешно — по крайней мере, британцы не могли взять Басру несколько недель. 26 марта он отправил колонну танков Т-55, чтобы спровоцировать британцев на атаку; 15 иракских танков были уничтожены в этом бою британскими танками Челленджер 2, не понёсшими никаких потерь. Кроме того, Аль-Маджид предотвратил восстание шиитов, на которое в начале операции против Саддама Хусейна очень рассчитывали союзники. По утверждению британского командования, в 9.30 утра 4 апреля во время обстрела Басры по дому аль-Маджида была нанесена серия ударов ракетами с лазерным наведением, а сам он погиб. 7 апреля сообщалось также, что было найдено тело генерала, однако никаких доказательств гибели Химического Али представлено не было. Позднее медсестра одной из больниц Багдада призналась, что аль-Маджид находится в госпитале, где шутит с персоналом. Потом он сбежал из больницы. Позже стали приходить сообщения и о пленении Али аль-Маджида. Первоначально о захвате аль-Маджида сообщалось уже в апреле 2003 года после бомбардировки его дома в Басре. Однако, эта информация так и не подтвердилась. Впрочем, генерал довольно быстро понял, что сопротивляться войскам коалиции иракцы долго не смогут и предпочёл исчезнуть, имитировав собственную гибель. Вскоре после сообщения о гибели Аль-Маджида появились свидетели, которые утверждали, что видели его вполне живым и здоровым. Американцы, в свою очередь, заявляли, что уверены в гибели «Химического Али» на 99 %, однако поисков генерала не прекращали. По некоторым данным, Аль-Маджид командовал отрядами федаинов на юге Ирака и после окончания войны. Судя по всему, его поиски продолжались все последние 3,5 месяца после падения Саддама, хотя командование оккупационных войск не спешило распространяться об этом. В августе 2003 Али Хасан все же был пойман. В придуманной американцами «иракской колоде» аль-Маджид был Королём пик (пятым по «рейтингу»).

## Трибунал

### Дело «Аль-Анфаль»
После падения режима Саддама Хусейна Химический Али предстал перед Специальным иракским трибуналом вместе со свергнутым президентом и однопартийцами. Али Хасан аль-Маджид был обвинён иракским трибуналом (председатель — курд) в военных преступлениях и преступлениях против человечности, в частности, в геноциде курдов. На первом заседании суда по делу об операции «Анфаль» Химический Али отказался сотрудничать с трибуналом, заявив: «я буду хранить молчание». На судебных заседаниях аль-Маджид держался так же независимо, как и Саддам. В суде «Химический Али» заявлял, что не считает свои действия ошибочными, и отмечал, что правительственная кампания была направлена против курдов не из-за их этнической принадлежности, а из-за попыток последних расколоть целостность Ирака.
24 июня 2007 года иракский трибунал приговорил Али Хасана аль-Маджида к смертной казни через повешение. Во время оглашения приговора он стоял неподвижно, не реагируя, в то время как остальные подсудимые, услышав вердикт, начали протестовать. 4 сентября Апелляционный суд Ирака поддержал в отношении Али аль-Маджида обвинительный вердикт Верховного трибунала, но казнь отложили до окончания священного месяца поста рамадан 13 октября, а после окончания праздника приведению приговора в исполнение помешали разногласия между премьер-министром Нури аль-Малики с одной стороны, президентом Ирака Джалялем Талабани и его заместителем Тариком аль-Хашими — с другой. Несмотря на это 29 февраля 2008 года президентский совет Ирака утвердил смертный приговор Али Хасану аль-Маджиду, но он так и не был приведён в исполнение.
17 января 2010 года аль-Маджид в четвёртый раз был приговорён к смертной казни по делу «Анфаль».

### Процесс «Интифада Шаабания»
21 августа 2007 года начался новый судебный процесс. Иракский трибунал рассматривал события, связанные с подавлением восстания шиитов на юге Ирака в 1991 году. Аль-Маджид с 14 соратниками Саддама Хусейна вновь предстал перед судом и снова не признал себя виновным. Свидетели рассказывали, что во время подавления восстания людей сбрасывали с вертолётов.
2 декабря 2008 года иракский трибунал во второй раз приговорил Али Хасана аль-Маджида к смертной казни через повешение. Во время оглашения приговора аль-Маджид сохранял спокойствие.
В марте 2009 г. Маджиду был вынесен третий смертный приговор за казни шиитских торговцев-«спекулянтов» в 1999 году, 17 января 2010 г. — четвёртый за газовую бомбардировку Халабджи и «„Анфаль“ в целом». Спустя 8 дней он был казнён.

### Казнь
В понедельник 25 января 2010 года Али Хасан аль-Маджид был повешен в багдадской тюрьме.
Похоронен в родном селении Саддама Хусейна Аль-Ауджа недалеко от его могилы.